# Frankfort (Dakota del Sud)
Frankfort è un comune (city) degli Stati Uniti d'America della contea di Spink nello Stato del Dakota del Sud. La popolazione era di 149 persone al censimento del 2010.

## Geografia fisica
Frankfort è situata a 44°52′39″N 98°12′22″W (44.877368, -98.306068).
Secondo lo United States Census Bureau, ha un'area totale di 0,79 miglia quadrate (2,05 km²).

## Storia
Frankfort fu pianificata nel 1882. Alcuni sostengono che prende il nome da Francoforte sul Meno, una città della Germania, altri invece sostengono che sia un omaggio a Frankfort I. Fisher, un colono pioniere. Un ufficio postale è in funzione a Frankfort dal 1882.

## Società

### Evoluzione demografica
Secondo il censimento del 2010, c'erano 149 persone.

### Etnie e minoranze straniere
Secondo il censimento del 2010, la composizione etnica della città era formata dal 94,6% di bianchi, il 3,4% di nativi americani, e il 2,0% di altre etnie. Ispanici o latinos di qualunque etnia erano il 2,0% della popolazione.